# کلاک (لواسان)
کلاک یکی از آبادی‌های لواسان کوچک در بخش لواسانات شهرستان شمیران استان تهران بود که در سال ۱۳۸۲ با انجام توافق شهرداری لواسان و مالکان و بر اساس درخواست مالکان به شهر لواسان الحاق گردید. و یکی از محله‌های حوزه شهر لواسان شد که در قالب یک شهرک ویلائی است. کلاک در ۲ کیلومتری مشرق محله گلندوک شهر و مجاور محله‌های نجارکلا، ناران و سید پیاز و مشرف به سد لتیان و روبه‌روی کوه زینکوه قرار دارد. قبل از انقلاب اسلامی ایران تحت مالکیت برادران ضرغامفر قرار داشت و ساکنین آن همگی رعیت بودند که بعد از انقلاب به تملک افراد دیگری درآمده‌است. کلاک را رودخانه افچه و قنات آن مشروب می‌سازد. سکنه‌اش در فرهنگ جغرافیایی ایران (سال ۱۳۵۶ شمسی) ۱۰۸ تن و در فرهنگ آبادیهای کشور ۲۱ تن در ۹ خانوار نوشته شده‌است که در حال حاضر سکنه بومی ندارد. اراضی کلاک به صورت پهنه‌ای جلگه‌ای است که در گذشته گندم‌زار و جوزار آبی و دیمی داشته و محصولاتش غلات و بن‌شن و میوه‌اش سیب و گیلاس بوده‌است. کلاک و کلات و کلاً در لغت به یک معنی است و در زبان پارسی پهلوی به معنای قلعه است.
زمینهای کلاک پس از توافق با شهرداری لواسان به حوزه شهری لواسان ملحق شده و به قطعات حداقل ۲ هزار متری و پروانه ساختمانی مسکونی روی کلیه قطعات تفکیکی با تراکم ۱۰ درصدی در ۳ طبقه جمعاً ۶۰۰ متر مربع که تحت شرایطی قابل افزایش تا ۹۰۰ مترمربع است، تفکیک گردید. مالکان کلاک پس از الحاق کلاک به حوزه شهری لواسان، با احداث دیوار در گرداگرد کلاک آن را به یک شهرک ویلایی امن که خیابان بندی منظم و فضاسازی زیبائی دارد، تبدیل نمودند که در آینده ای نزدیک به صورت یک شهرک مدرن ویلائی بسیار زیبا در خواهد آمد.

## وجه تسمیه
واژه کِلا (kelā) دگرگون گشته واژه کَلاک (kalāk) و کَلات (kalāt) در مفهوم قلعه است، که در زبان مازندرانی به‌صورت کَلا (kalā) و کُلا (kolā)، و در زبان گیلکی و زبان تاتی کَلایه (kalaye) تلفظ می‌شود و در مفهوم دژ و آبادی مجهز به جایگاه دفاعی می‌باشد. این واژه در نام بیشتر روستاهای مازندران از رامسر تا گرگان، روستاهایی در شرق گیلان و در قسمت‌های شمالی قزوین شامل الموت دیده می‌شود.

## محاکمه شهردار سابق لواسان
دادستانی تهران به جهت اینکه شهردار سابق لواسان الحاق و تفکیک اراضی کلاک لواسان را بدون مجوز شورای شهرسازی تصویب کرده بود، برایش کیفرخواستی صادر نمود که موجب احضار وی به دادگاه شد. به گزارش خبرنگار قضایی فارس، ذبیحی‌زاده نماینده دادستان در ادامه دفاع از کیفرخواست صادره علیه متهم «ی. د» مبنی بر تضییع حقوق دولت ناشی از اهمال به مبلغ ۵۰۰ میلیارد تومان و همچنین تفکیک بخشی از اراضی کلاک لواسانات به قطعات ۲ هزار متری بر خلاف مصوبه شورای عالی امنیت ملی در جایگاه قرار گرفت و اظهار داشت: شهردار لواسان و مالکان پلاک ثبتی موسوم به کلاک، توافق کردند در قبال دریافت ۵۰ درصد مساحت اراضی مذکور نسبت به الحاق به محدوده قانونی و تفکیک به قطعات ۲ هزار متری و اعطای مجوز ساخت ۶۰۰ و ۹۰۰ متری از طریق شورای اسلامی شهر لواسان اقدام کنند که انجام توافق شهرداری بر مبنای مباحث مطروحه در جلسه اول بهمن‌ماه سال ۸۲ حدود ۵۰ روز قبل از تنظیم توافق‌نامه صورت گرفته‌است. شورای شهر لواسان و کمیسیون ماده ۵ قانون تشکیل شورای شهرسازی و معماری، مفاد توافق‌نامه را تصویب کرده اما از آنجایی که ورود و الحاق اراضی موضوع توافقنامه به محدوده شهر لواسان به خاطر لحاظ مغایرت‌های اساسی با طرح جامع آن شهر قانوناً مستلزم طرح در شورای شهرسازی و معماری بوده، با طرح این موضوع در شورا در تاریخ ۳ دی‌ماه ۸۶ الحاق این اراضی از سوی کمیسیون ماده ۵ و از جمله اراضی کلاک مورد موافقت قرار نگرفته بود.